# Robert Glenister
Robert Glenister (* 11. März 1960 in Watford, England; auch Robert Glennister) ist ein britischer Schauspieler, der vor allem durch seine Rolle in der BBC-Serie Hustle – Unehrlich währt am längsten bekannt ist.

## Leben

### Privatleben
Glenister ist der Sohn des britischen Fernsehregisseurs John Glenister sowie der Bruder des Schauspielers Philip Glenister, der den Polizeibeamten DCI Gene Hunt in der Serie Life on Mars – Gefangen in den 70ern verkörpert. Mit seiner Exfrau, der Schauspielerin  Amanda Redman, hat Glenister eine 1987 geborene Tochter, mit seiner aktuellen Ehegattin Celia einen 1996 geborenen Sohn. Glenisters Schwägerin ist die Schauspielerin Beth Goddard.

### Karriere
Glenister begann seine Schauspielkarriere 1979 und hatte schließlich ein Jahr später seinen ersten Fernsehauftritt in der Sitcom Sink or Swim. Außerdem übernahm er Rollen in den Serien Soldier, Soldier, Doctor Who, Only Fools and Horses, A Touch of Frost, Im Visier des MI5, Inspector Barnaby oder George Gently – Der Unbestechliche. Im Kino übernahm er kleinere Nebenrollen in Filmen wie Jane Austens Verführung oder Just Visiting – Mit Vollgas in die Zukunft. Einem breiten Publikum wurde er durch die Rolle des Trickbetrügers Ash Morgan in der BBC-Serie Hustle – Unehrlich währt am längsten bekannt. Bis heute ist Glenister der einzige Schauspieler, der einen Auftritt in jeder Episode dieser Serie hatte.

## Filmografie
- 1980–1982: Sink or Swim (Fernsehserie, 19 Folgen)
- 1984: Doctor Who (Fernsehserie, 4 Folgen, 5. Doctor, Die Höhlen von Androzani)
- 1985: Cover Her Face
- 1990: Chancer
- 1992: Soldier, Soldier
- 1992: Only Fools and Horses
- 1990, 1994: Casualty (Fernsehserie, 2 Folgen)
- 1995: Pie in the Sky
- 1995: Heißer Verdacht – Kind vermisst (Prime Suspect, Fernsehserie)
- 1995: Jane Austens Verführung (Persuasion)
- 1998: Roger Roger
- 2000: You Can’t Dance
- 2000: Dirty Work
- 2001: Inspector Barnaby (Midsomer Murders, Fernsehserie, 1 Folge)
- 2001: Just Visiting – Mit Vollgas in die Zukunft (Just Visiting)
- 2003: Hitler – Aufstieg des Bösen (Hitler: The Rise of Evil)
- 2003: A Touch of Frost
- 2003: Eroica – The day that changed music forever
- 2003: Between the Sheets
- 2004: Who Killed Thomas Becket?
- 2004–2012: Hustle – Unehrlich währt am längsten (Hustle, Fernsehserie, 48 Folgen)
- 2006: Sally Lockhart – Der Rubin im Rauch (The Ruby in the Smoke)
- 2006: Jane Hall
- 2006–2010: Spooks – Im Visier des MI5 (Spooks, Fernsehserie, 15 Folgen)
- 2008: Heroes and Villains
- 2008: George Gently – Der Unbestechliche (Inspector George Gently, Fernsehserie, 1 Folge)
- 2009: Creation
- 2013: Agatha Christie’s Marple (Fernsehserie, 1 Folge)
- 2013: Der große Eisenbahnraub 1963 (The Great Train Robbery, Fernsehzweiteiler)
- 2014: Vera – Ein ganz spezieller Fall (Vera, Fernsehserie, 1 Folge)
- 2016: Live by Night
- 2016: Paranoid (Fernsehserie, 8 Folgen)
- 2017: Journey’s End
- 2020: Strike (Fernsehserie, 3 Folgen)